# Hypersonic Missiles (single)
Hypersonic Missiles is een nummer van de Britse zanger Sam Fender uit 2019. Het is de vijfde single van zijn gelijknamige debuutalbum.
Zoals meerdere nummers op het album, is ook dit nummer flink beïnvloed door Fenders idool Bruce Springsteen. Fender haalde voor dit nummer vooral zijn inspiratie uit Born to Run, en dat is ook duidelijk te horen in het instrumentale gedeelte van het nummer. "Mijn broer liet mij 'Born to Run' voor het eerst horen toen ik 14 of 15 was. Nooit eerder hoorde ik rockmuziek die zo fris klonk, ondanks dat dat nummer in 1975 werd uitgebracht", aldus Fender. Het nummer werd een klein hitje in het Verenigd Koninkrijk, met een 48e positie. Ook in Duitsland en Nederland werd het nummer door diverse radiostations gedraaid, maar het bereikte er de hitlijsten niet. In Vlaanderen bereikte het nummer de 13e positie in de Tipparade.